# 九龍巴士R287線
渣打馬拉松特別巴士路線R287，由九巴營辦，於渣打香港馬拉松舉行當日凌晨由烏溪沙站單向前往尖沙咀東（麼地道），途經新界沙田區之馬鞍山市中心、大水坑、亞公角、濱景花園及沙田第一城後，取道獅子山隧道、窩打老道、公主道及康莊道直達尖沙咀。
此路線主要方便居住於馬鞍山的全程及半程馬拉松參賽健兒直達賽事起點。

## 歷史
- 2018年1月21日：R287線配合渣打馬拉松2018而投入服務。

## 服務時間及班次
2019年2月17日（星期日）
- 由烏溪沙站開出：04:00

## 收費
| 路程／登車站 | 收費  |
| ------------ | ----- |
| 全程收費     | $16.9 |

| - 本線設有12歲以下小童及65歲或以上長者半價優惠。 - 65歲或以上香港居民使用「樂悠咭」，以及12歲以下合資格殘疾兒童使用「殘疾人士身份」個人八達通繳付車資，均可享有每程$2.0或半價（以較低者為準）的票價優惠；12至64歲合資格殘疾人士使用「殘疾人士身份」個人八達通（包括「樂悠咭」），以及60至64歲香港居民使用「樂悠咭」繳付車資，均可享有每程$2.0或全費（以較低者為準）的票價優惠。 - 65歲或以上長者如使用長者或一般個人八達通繳付車資，則只可享有半價優惠；12至64歲合資格殘疾人士如不使用「殘疾人士身份」個人八達通，以及60至64歲人士如不使用「樂悠咭」繳付車資，必須繳付全費。 - 乘客可以現金或八達通於上車時付款，不設找續。 - 每位成人乘客可免費攜帶最多兩名4歲以下而不佔座位的兒童乘客乘車，超額之4歲以下小童必須繳付小童車費乘車。 - 持有「九巴月票」之乘客在車票有效期內，每日可享最多10程任何九龍巴士及龍運巴士路線（包括本路線，以及聯營路線的九龍巴士／龍運巴士提供的班次；惟乘搭機場「A」及「NA」線則可享原價二七折優惠（不會計算每天10次合資格車程））；而B1線則每日可享最多各2程（不會計算每天10次合資格車程）。 - 九龍巴士、城巴、龍運巴士及陽光巴士全職員工及家屬（不包括外判職員）可免費乘搭本路線，惟必須拍職員或職員家屬八達通。 - 乘客亦可透過多元化電子支付系統（e度嘟）繳付車資，包括使用非接觸式VISA卡、JCB卡、萬事達卡、銀聯卡、美國運通、大來國際、Discover Card、Apple Pay、Google Pay、Samsung Pay、AlipayHK「易乘碼」、支付寶、WeChatHK／微信支付「搭車碼」、銀聯雲閃付「乘車碼」及BOC Pay「乘車碼」。乘客使用此付款方式，使用此支付方式的乘客可享有中途下車之分段收費，以及與其他九巴／龍運獨營路線或聯營線九巴／龍運班次之轉乘優惠，惟不適用於與非九巴／龍運路線之轉乘優惠，亦不能享有「公共交通費用補貼計劃」及「長者及合資格殘疾人士公共交通票價優惠計劃」。 |

## 用車
2019年
- Enviro500 MMC Hybrid 12米（ATH2／TA2132）

2018年
- Enviro500 MMC Hybrid 12米（ATH1／TA2344）

## 行車路線
途經：沙安街、西沙路、錦英路、馬鞍山路、西沙路、恆康街、耀安巴士總站、恆康街、西沙路、恆耀街、恆泰路、恆耀街、恆輝街、寧泰路、保泰街、寧泰路、恆泰路、恆信街、富安花園巴士總站、恆信街、亞公角街、石門交匯處、大涌橋路、沙田路、獅子山隧道公路、獅子山隧道、窩打老道、公主道、漆咸道南及梳士巴利道
| 1                                        | 烏溪沙站巴士總站           | 烏溪沙站公共運輸交匯處           |
| 2                                        | 利安邨                     | 西沙路                           |
| 3                                        | 錦龍苑                     | 錦英路                           |
| 4                                        | 錦英苑                     | 錦英路                           |
| 5                                        | 新港城                     | 馬鞍山路                         |
| 6                                        | 曾璧山中學                 | 恆康街                           |
| 7                                        | 馬鞍山市中心               | 西沙路                           |
| 8                                        | 耀安邨                     | 耀安巴士總站                     |
| 9                                        | 頌安邨                     | 西沙路                           |
| 10                                       | 錦鞍苑                     | 西沙路                           |
| 11                                       | 欣安邨                     | 恆耀街                           |
| 12                                       | 保泰街                     | 保泰街                           |
| 13                                       | 德信中學                   | 寧泰路                           |
| 14                                       | 錦泰苑                     | 寧泰路                           |
| 15                                       | 富安花園                   | 富安花園巴士總站                 |
| 16                                       | 亞公角                     | 亞公角街                         |
| 17                                       | 沙田醫院                   | 亞公角街                         |
| 18                                       | 濱景花園                   | 大涌橋路                         |
| 19                                       | 沙田第一城                 | 大涌橋路                         |
| 沙田路、獅子山隧道公路、窩打老道、公主道 |                            |                                  |
| 20                                       | 香港科學館                 | 漆咸道南                         |
| 21                                       | 尖沙咀東（麼地道）巴士總站 | 尖沙咀東（麼地道）公共運輸交匯處 |